# 용천동굴
제주 용천동굴(濟州龍泉洞窟)은 대한민국 제주특별자치도 제주시 구좌읍 월정리에 있는 용암 동굴이다. 2006년 2월 7일 대한민국의 천연기념물 제466호로 지정되었다. 용천동굴은 국내 유일의 용암동굴 호수를 보유하고있다.
용천동굴은 제주도 용암동굴의 가장 전형적인 형태를 보여주고 있는 대형 동굴(총 길이 약 2,470.8m+α)로서 약 140m 길이의 용암두루마리를 비롯한 용암단구, 용암 선반, 용암폭포 등의 미지형 및 생성물이 특징적으로 잘 발달되어 있다.
특히, 종유관, 종유석, 석주, 평정석순, 동굴산호, 동굴진주 등 탄산염생성물이 다종·다양하게 발달하고 대규모의 동굴호수가 있는 등 특이한 용암동굴로서 학술적·경관적 가치가 매우 크다.
그 외에도 토기류, 동물뼈, 철기, 목탄 등 외부유입물질이 폭넓게 분포하고 있어 동굴의 가치를 더해주고 있다.

## 개요

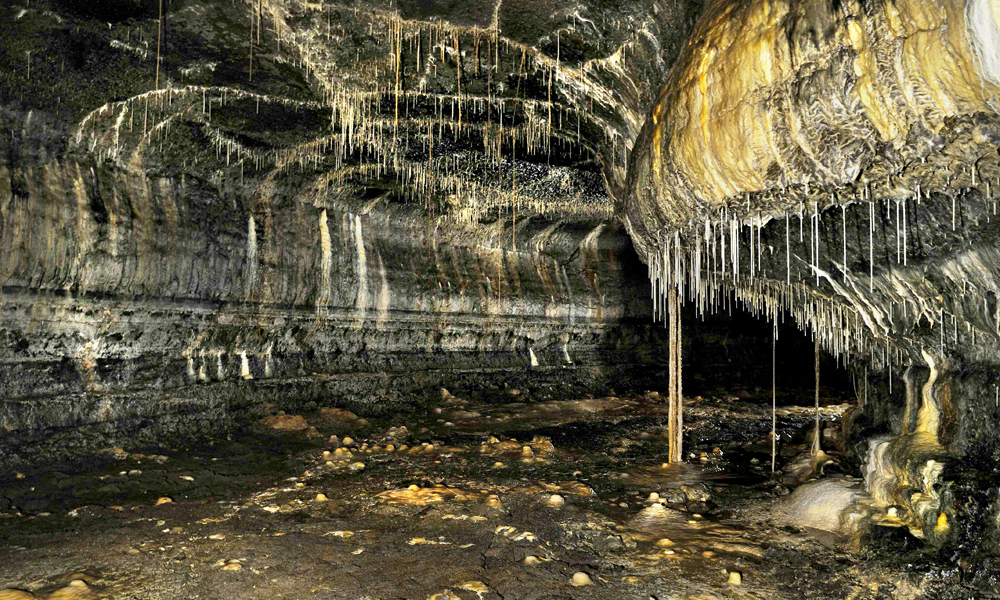
용천 동굴

용천동굴은 제주도 용암동굴의 가장 전형적인 형태를 보여주고 있는 대형 동굴(총길이 약 3.4km)로서 약 140m 길이의 용암두루마리를 비롯한 용암단구, 용암선반, 용암폭포 등의 미지형 및 생성물이 특징적으로 잘 발달되어 있다.
특히, 종유관, 종유석, 석주, 평정석순, 동굴산호, 동굴진주 등 탄산염생성물이 다종·다양하게 발달하고 대규모의 동굴호수가 있는 등 특이한 용암동굴로서 학술적·경관적 가치가 매우 크다.
그 외에도 토기류, 동물뼈, 철기, 목탄 등 외부유입물질이 폭넓게 분포하고 있어 동굴의 가치를 더해주고 있다.
현재 용천동굴은 동굴 생성물 등의 보호를 위해 공개제한지역으로 지정되어 있어 관리 및 학술 목적 등으로 출입하고자 할때에는 문화재청장의 허가를 받아 출입할 수 있다.
한편 2014년 KBS가 용천동굴의 용암동둘 호수에서 발견한 미끈망둑속 어류인 눈이 퇴화된 '세계적 희귀 미기록종'을 확인한바있다고 문화재청이 밝힌바있다.

## 공개 제한
2006년 2월 7일부터 천연동굴의 보존 및 훼손 방지를 위하여 용천동굴의 공개를 제한하고 있다.

### 공개제한 기간
관보 고시일부터 별도 제한 조치 해제시까지

### 위반시 제재내용
문화재보호법 제33조제2항의 규정에 의한 문화재청장의 공개제한에 위반하여 문화재를 공 개하거나 동조 제5항의 규정에 의한 허가를 받지 아니하고 출입한 자는 2년 이하의 징역 또는 2천만원 이하의 벌금에 해당하는 처벌을 받는다(문화재보호법 제91조 제8의2호)

### 공개제한의 예외
국가 및 당해 문화재관리단체는 동굴의 보존·관리상 긴급한 사유가 발생한 경우에는 출입할 수 있다.